# مسجد حسن بك (العراق)
مسجد حسن بك من مساجد العراق الأثرية القديمة وشيد واعيد بناؤه في عهد الدولة العثمانية، ويقع في محلة الحارة، في حي الأعظمية قرب نهر دجلة خلف مبنى جامع الإمام الأعظم، وقرب شارع سعدة، والمنطقة التي بني عليها هي جزء من مقبرة الخيزران القديمة الأثرية، وتوجد قبور عن يمين الداخل للمسجد، ويحتوي على مقبرة داخله، ومساحته الكلية حوالي 150م2، وتبلغ مساحة الحرم 80م2، ويتسع الحرم لأكثر من 120 مصل، وفيه مصلى صيفي يتسع لأكثر من 130 مصل تقريباً، وتقام فيه الصلوات الخمس المكتوبة فقط، وعمر وجرت عليهِ أعمال صيانة من قبل ديوان الوقف السني في العراق عام 1433 هـ/2012م.

## تاريخ بناء المسجد
اختلف في تاريخ بناؤه فمن أهالي المنطقة من يقول إنه قديم العهد وبني قبل أيام الدولة العثمانية، ولا يعلم من عمرهُ، وقد قال الشيخ هاشم الأعظمي في كتابهِ عن تاريخ المسجد أن متولي المسجد (كامل بك بن حسن بك) أخبرهُ أن المسجد عمرهُ أجداد حسن بك لأمهِ، وعند وفاتهِ أمر أن يدفن فيهِ ويعمر، وفي عام 1324 هـ، أعاد بناؤه كامل بك فعمرهُ بعد أن صار خربة وسقف بناؤه بجذوع النخيل، وجعل فيهِ مصلى وغرفة للقبور ومحلات للوضوء. ومن تولى إمامته من بعدهِ عدة أشخاص ومنهم الشيخ سنبل ثم من بعدهِ قام برعاية المسجد وإمامته الشيخ جواد الأعظمي، وبقي فيهِ إلى عام 1912م، حيث سكن منطقة الفضل وترك المسجد، وتعين إماماً في جامع الوفائية، فخلفهُ في إدارة المسجد الحاج نعمان العمر وبقي فيهِ إلى عام 1953م، وبعد وفاة الحاج نعمان العمر، إنعقدت النية على تجديده في عام 1954م وعلى حساب حفيدة صاحب المسجد، الحاجة منيفة خاتون بنت الحاج حسن بك، فجددته وأتمت عمارته عام 1955م. ولما جدد بناؤه، تعين الحاج عبد الوهاب أفندي بن السيد عبد الرزاق بن عبد القادر الأعظمي إماماً فيهِ، وهو رجل من حفظة القرآن الكريم، وتعين الحاج سلمان عبد الأعظمي مؤذناً وخادماً فيهِ، كما عين في المسجد ثلاثة حفاظ للقرآن الكريم لقراءة القرآن يومياً، على أن يختم القرآن الكريم في الاسبوع مرة، ولكل واحد منهم راتبه. لم يكن للمسجد وقف سابقا، ولكن الحاجة منيفة، تبرعت ببناء دارين على قطعة أرض، كانت حديقة للمسجد، ثم اشترت لهُ دارين خلف المسجد وملاصقة لهُ، فصارت أربعة دور أوقفت ريعها كلها على نفقة المسجد، وتصرف غلتها على موظفيهِ وتعميره ولوازمه وكان المتولي عليها الحاج محمد كامل بك، أخوها، وبعد وفاتهِ صار ولده المحامي السيد عبد الملك متولياً، وهو أكبر أولاده، ولقد تولى إدارتهِ من بعدهِ عدة أشخاص من المنطقة.